# Hôtel Botterel de Quintin
L'hôtel de Botterel-Quintin d’Aumont est un des principaux vestiges de l'âge d’or du quartier Poissonnière, dans le 10e arrondissement de Paris.

## Historique
Le bâtiment a été construit en 1782 par un élève de Boullée, François-Victor Perrard de Montreuil, pour Charles-André de la Corée, intendant de la province de Bourgogne. Le propriétaire suivant, le comte de Botterel-Quintin, fit construire la somptueuse salle à manger ovale éclairée par une coupole vitrée, au décor de marbre et stuc. L’architecture pourrait être de Bélanger, le décor de sphinx, animaux divers, vases de fleurs et de fruits de son beau-frère Dugoure, et la bacchanale du plafond de Proud’hon. L’hôtel conserve en outre un escalier aux peintures de style pompéien.
La totalité de l'hôtel est inscrit au titre des monuments historiques en 1993.

## Galerie

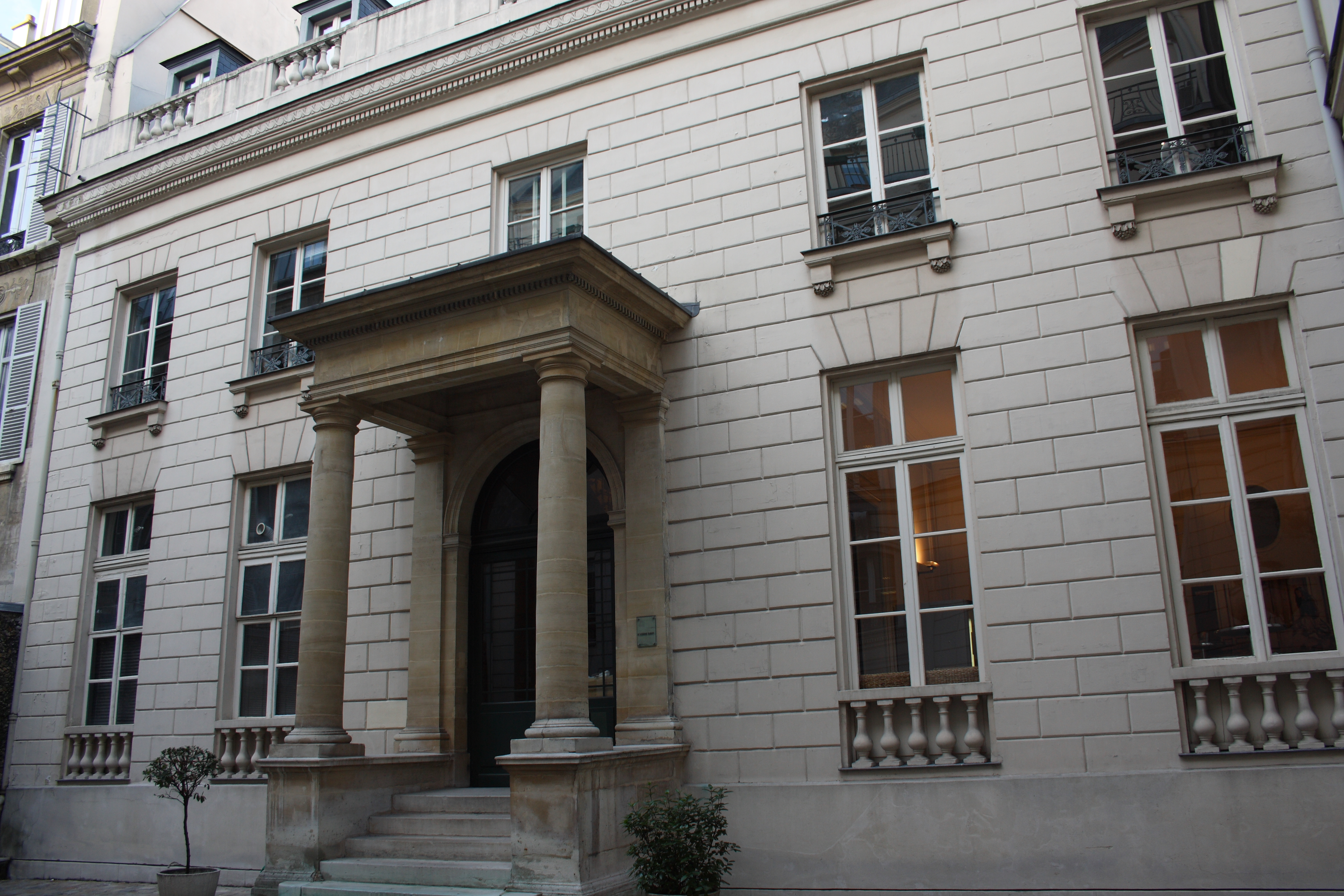
Façade sur cour.
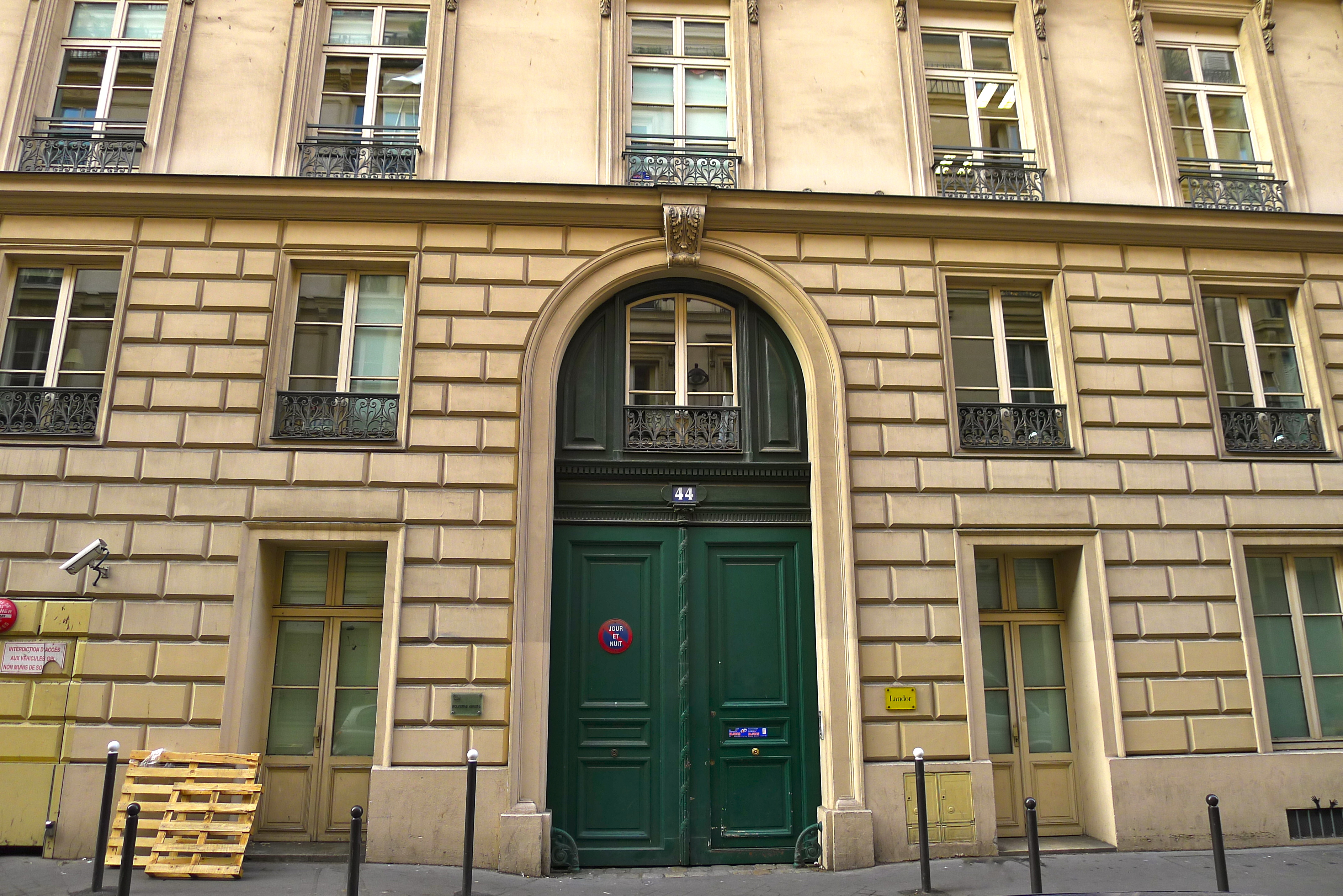
Façade sur rue.